# Thanatopraxie
La thanatopraxie, soins de conservation ou plus simplement embaumement sont des termes qui désignent l'art, la science ou les techniques modernes permettant de préserver les corps de défunts humains de la décomposition naturelle, de les présenter avec l'apparence de la vie pour les funérailles et d'assurer la destruction d'un maximum d'infections et micro-organismes pathologiques contenus dans le corps des défunts,,,,.

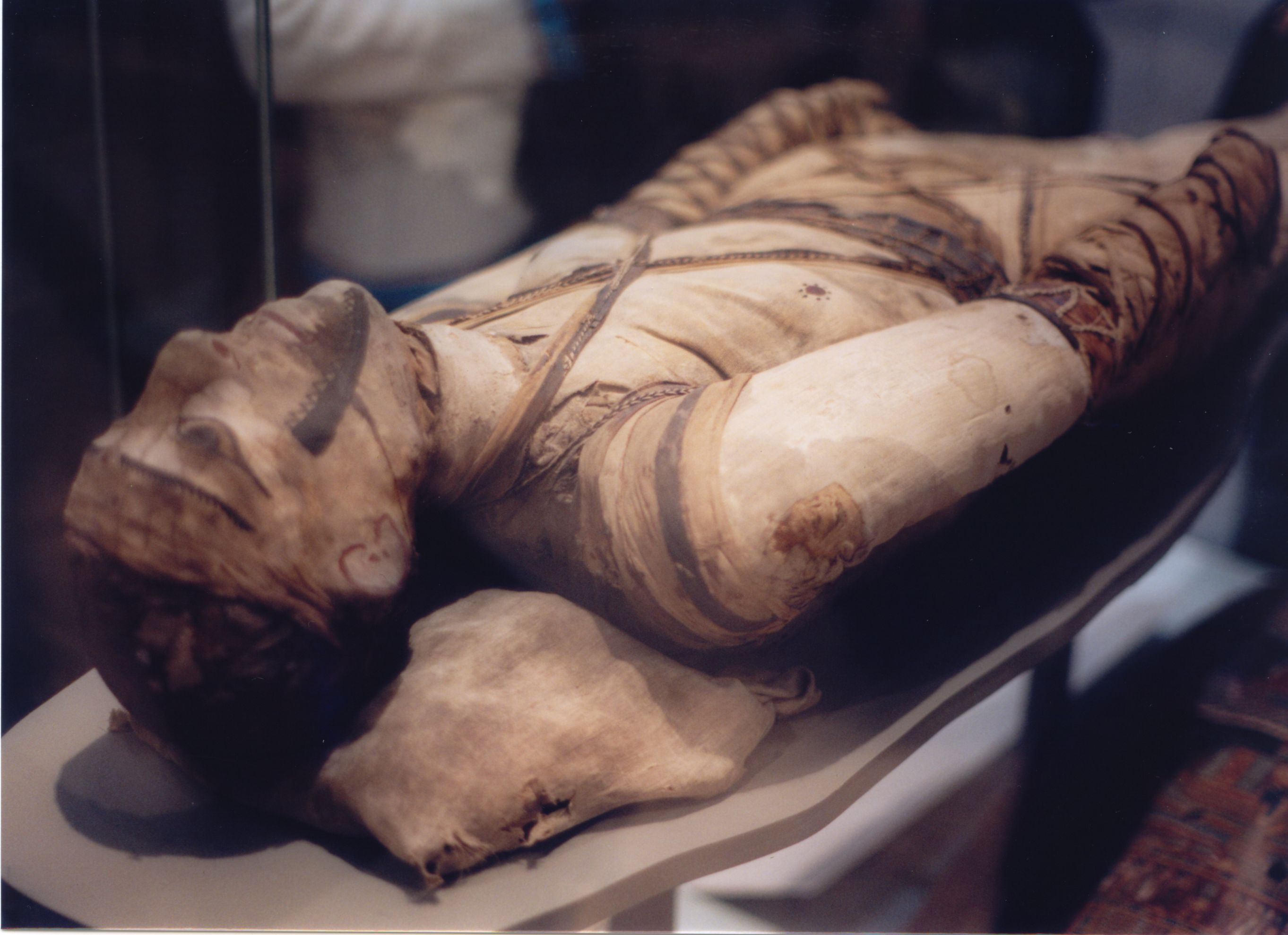
Les momies égyptiennes (ici exposée au British Museum) comptent parmi les plus anciens témoignages de la momification volontairement pratiquée par l'être humain.

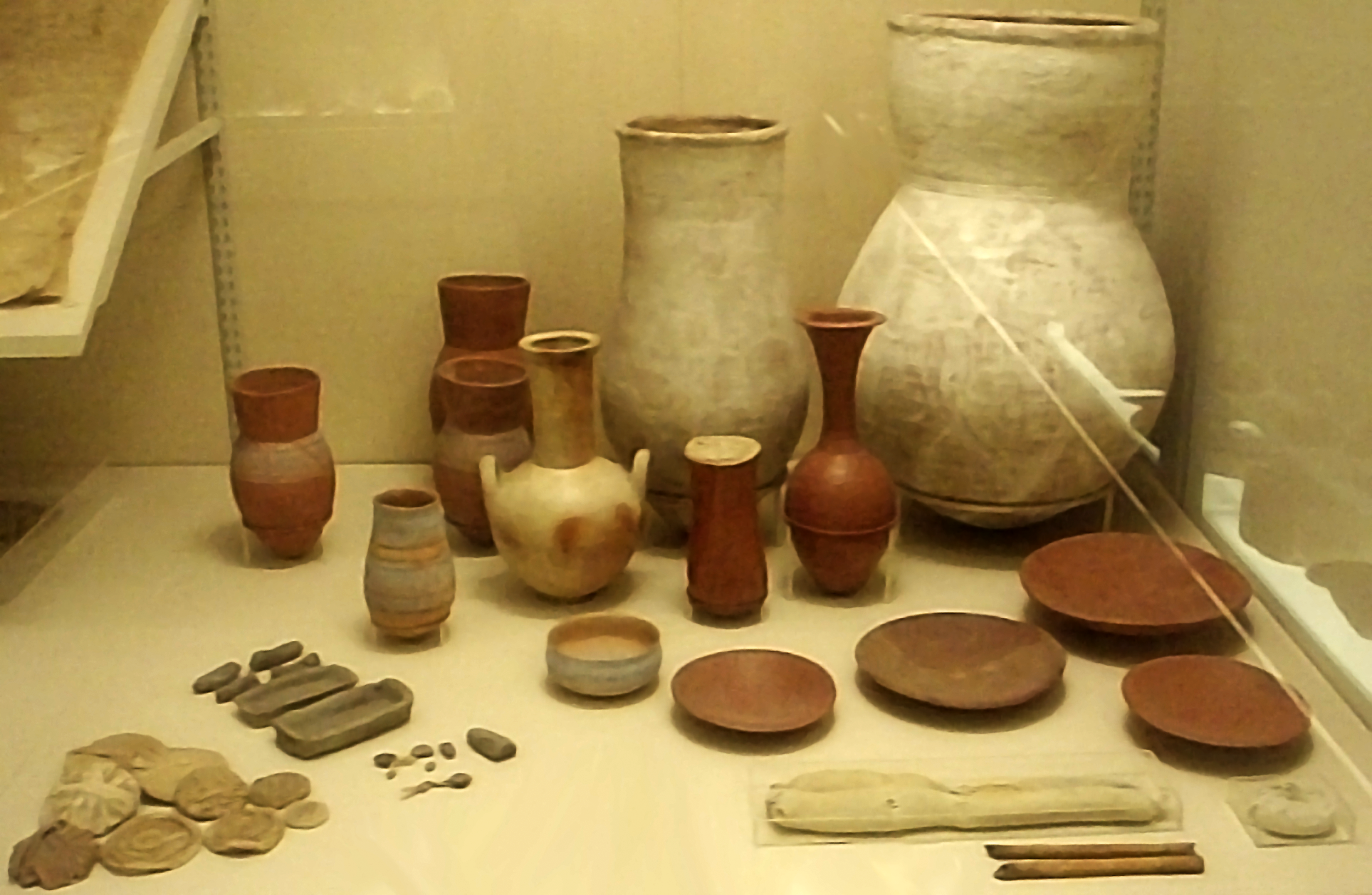
Poteries, récipients et outils pour l'embaumement, trouvés dans la tombe de Toutânkhamon.

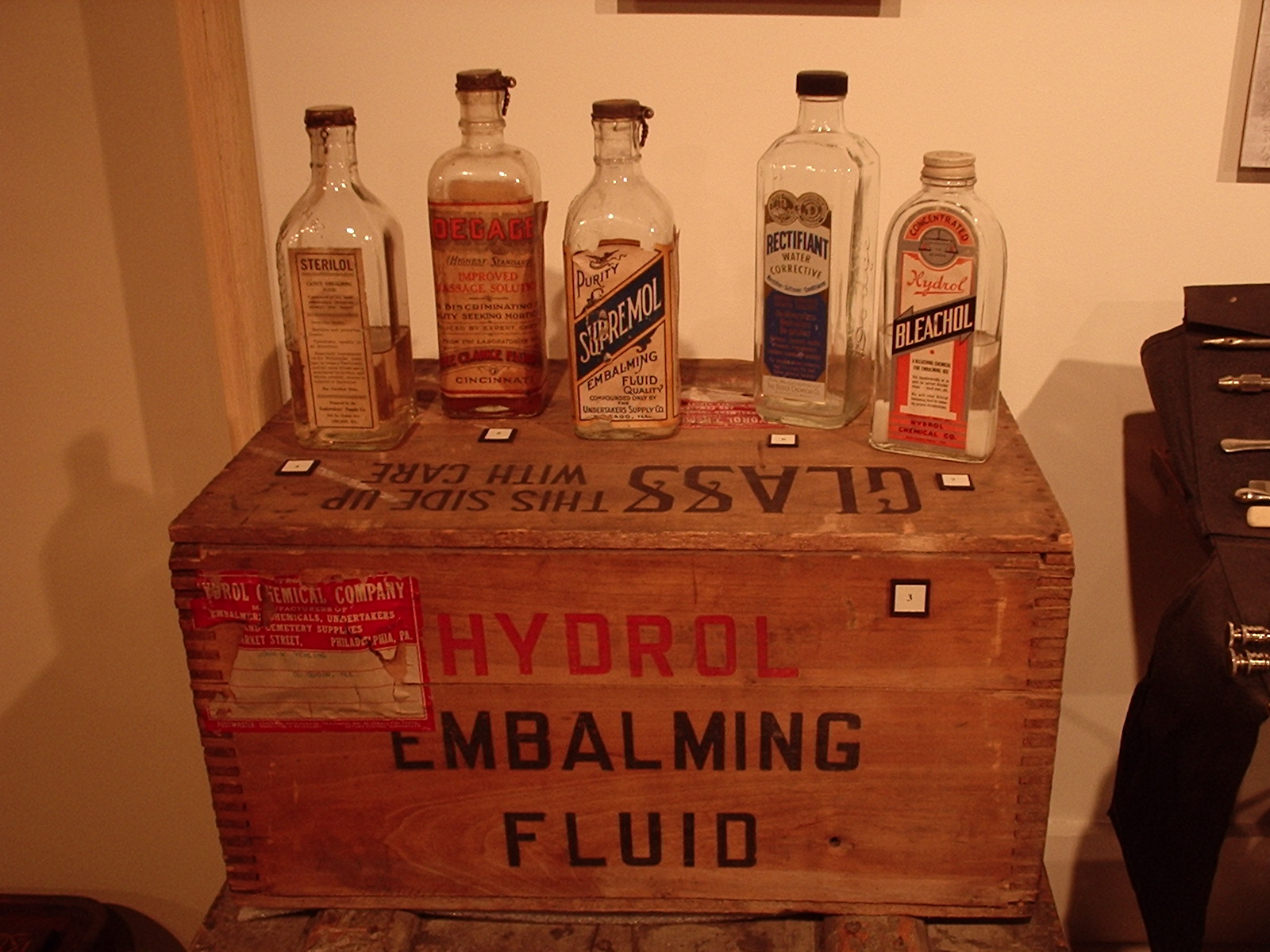
Plusieurs fluides d'embaumement sont utilisés pour conserver un corps (ici échantillons de Sterilol, Degage, Supremol, Rectifiant, Hydrol-bleachol concentré datant du XXe siècle).

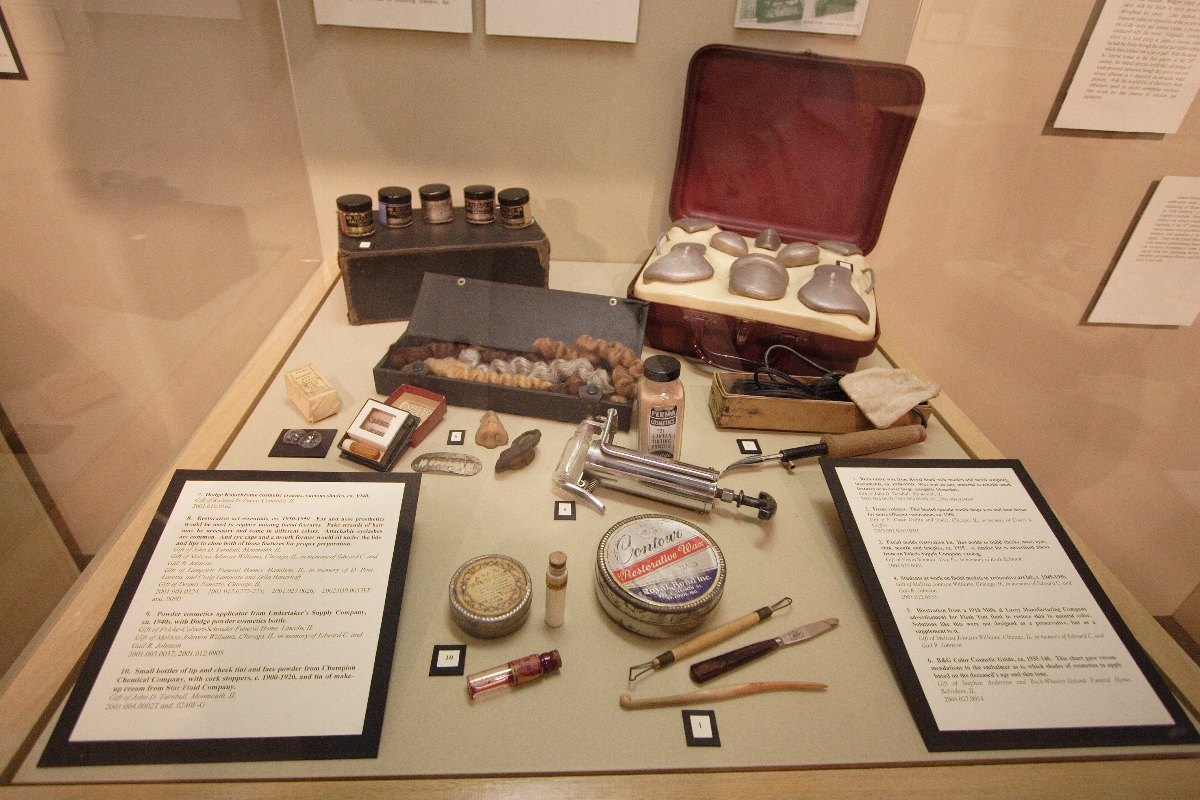
Outils de thanatopraxie et de réparation esthétique (modelage à la cire ou en argile de parties manquantes, mercurochrome comme colorant…) utilisés par certains employés des pompes funèbres ou par les thanatopracteurs (Musée des coutumes funéraires, Springfield, Illinois, États-Unis

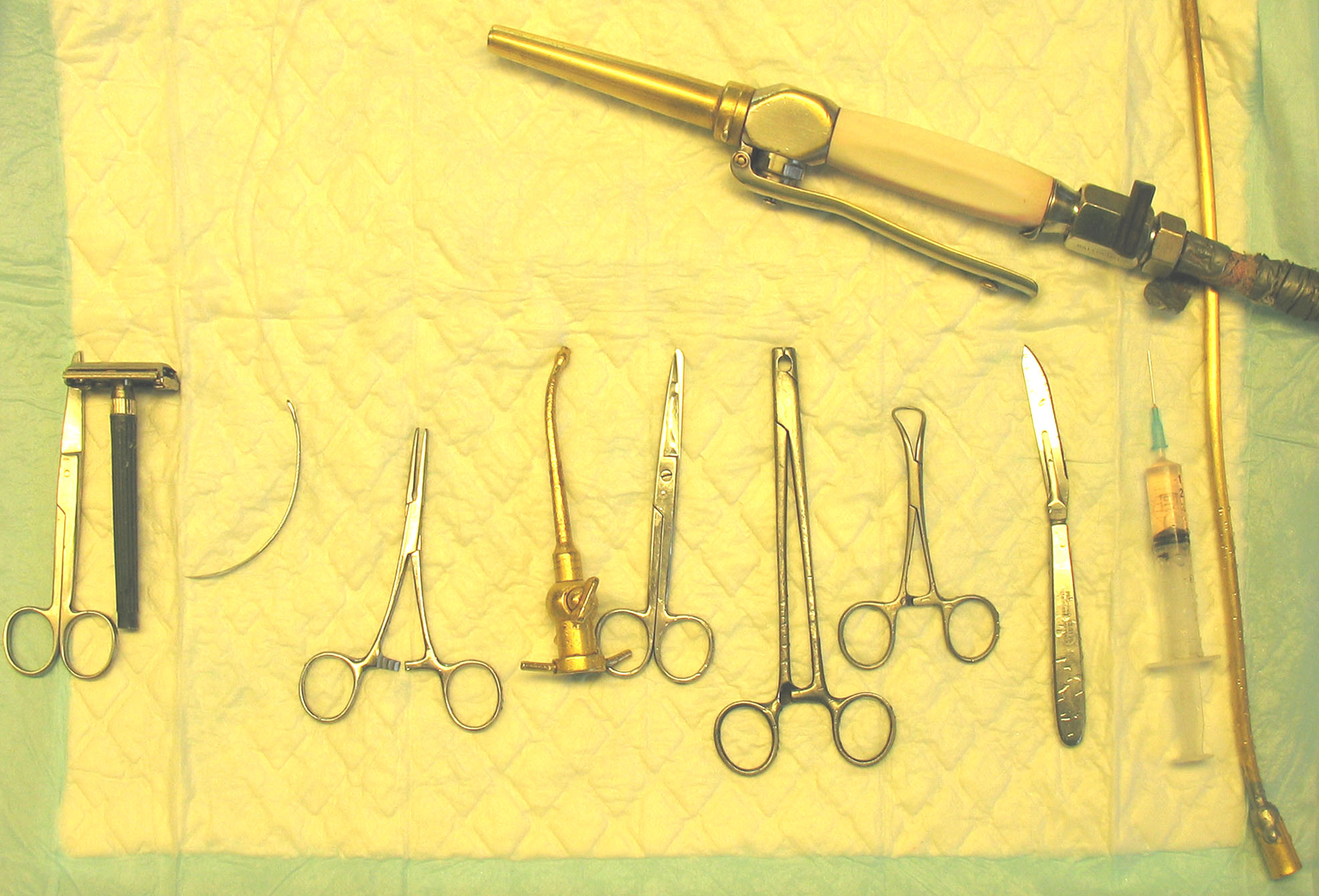
Instruments de thanatopracteur.

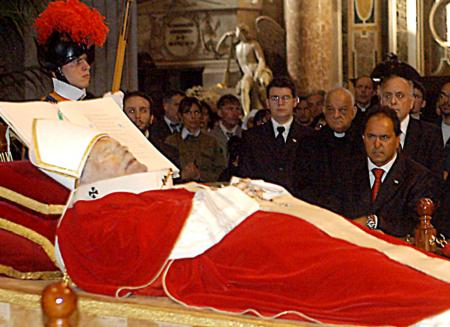
Corps de Jean-Paul II, thanatopraxié.

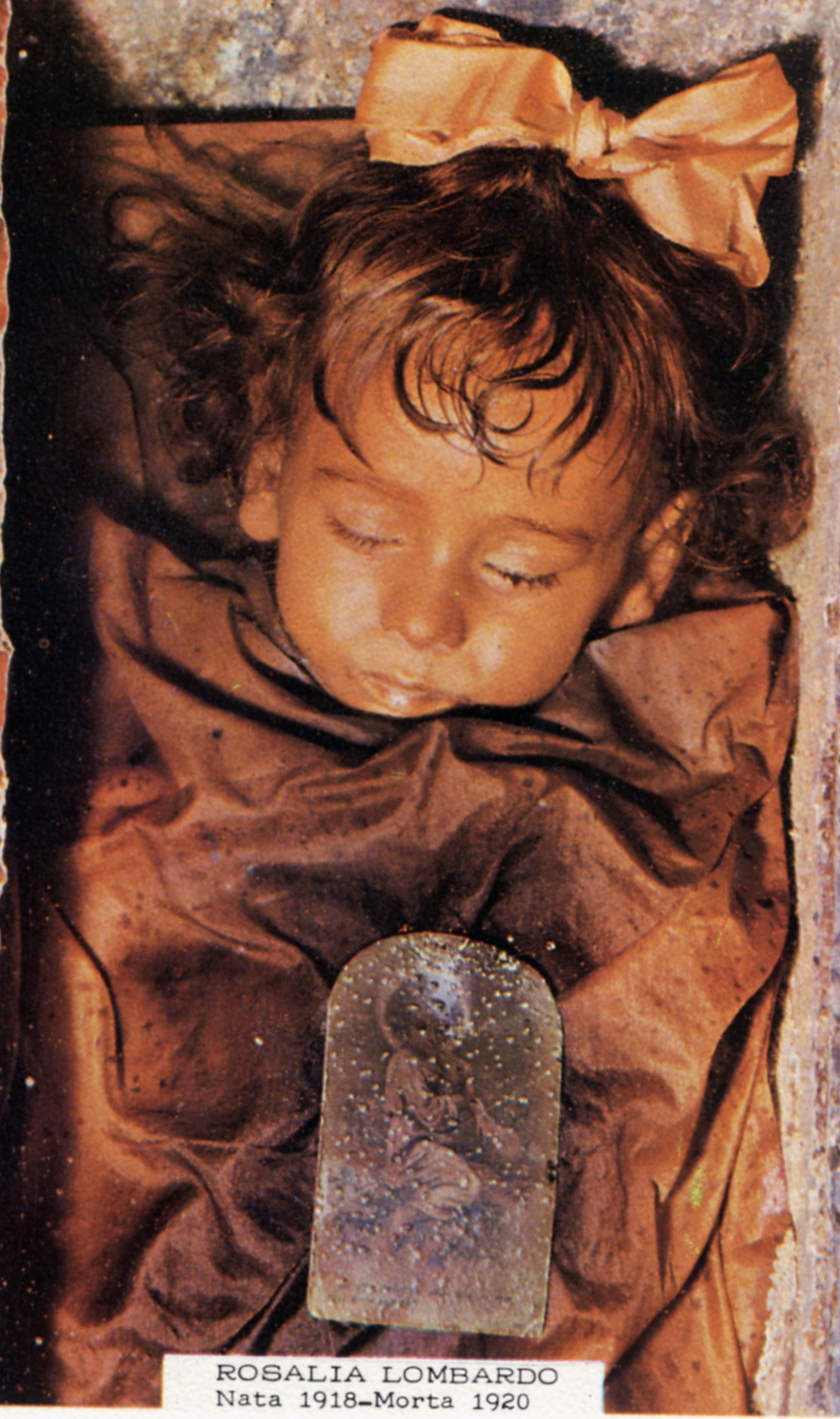
La momie de Rosalia Lombardo, embaumée vers 1920 par le thanatopracteur italien Alfredo Salafia, est un des plus célèbres exemples de corps ayant subi une thanatopraxie définitive.

La thanatopraxie est une pratique distincte de la taxidermie. La thanatopraxie préserve l'intégrité du corps humain (hors fluides), alors que la taxidermie recrée la forme d'un animal en utilisant uniquement la peau et certains éléments de son corps.
Les personnes qui la pratiquent sont appelés thanatopracteurs.

## Objectifs
Dans la grande majorité des cas, il s'agit de limiter provisoirement le processus naturel de la thanatomorphose qui se met en œuvre dès le décès survenu, qu'on appelle communément putréfaction.
Ceci permet aux proches :
- de veiller un corps aseptisé (environ 90 % de germes en moins) diminuant par là les risques sanitaires ;
- un deuil facilité par l'image du mort que la thanatopraxie reconditionne voire recrée, ne serait-ce qu'à l'aide d'artifices, elle facilite considérablement le travail de deuil (ces injections formolées ne sont pas et ne remplacent pas le maquillage, la coiffure et l'habillage) ;
- une mise en attente du corps en cas de manque d'officiant religieux, en raison d'attentes plus longues pour les crématoriums français ou enfin pour la conservation d'un cadavre devant être transporté vers un pays lointain (contrainte légale).

La thanatopraxie est rarement demandée par la famille mais souvent suggérée par la société de pompes funèbres contactée par la famille du défunt. Elle n'est pas obligatoire si l'on doit déplacer le corps du défunt sans mise en cercueil en France dans les premières 48 heures après le décès et peut être interdite (pour certaines causes de décès).
Certaines confessions (musulmane, israélite, orthodoxe et bouddhiste notamment) s'y opposent par principe religieux, sans avoir force de loi dans les cas visés par les règlements de santé publique (uniquement pour un rapatriement vers certains pays). En France, si la thanatopraxie est réalisée par un service extérieur aux pompes funèbres, ce dernier doit proposer la liste des thanatopracteurs de la région avec leurs tarifs.
La majorité des pays européens interdisent la thanatopraxie avant une crémation. Les produits formolés ou chlorés, à haute température, sont sources d'émission de toxines (dont dioxines en présence de chlore ou sel) dans l'atmosphère.
Beaucoup plus rarement, la thanatopraxie sert à assurer la conservation définitive du corps d'un défunt. Cet usage, peu courant d'une façon générale, est interdit dans certains pays, tandis que d'autres le tolèrent sous certaines conditions.

## Origine du mot
« Thanatopraxie » est un néologisme formé vers 1960 par André Chatillon et Jacques Marette[réf. nécessaire]
à partir des mots grecs « Thanatos » (θανατος, divinité de la mort) et « praxein » (exécuter une opération manuelle au sens d'opérer). Il s'agit donc d'une chirurgie (au sens étymologique du terme) post-mortem, visant à conserver le corps d'un défunt. Jusqu'au milieu des années 1960, ce sont souvent des médecins qui pratiquent les « embaumements ».
Remarque : Les francophones réservent de plus en plus le terme embaumement aux pratiques de l'Antiquité ou à des soins visant une conservation de longue durée (ex : le cadavre de Lénine).

## Histoire de la thanatopraxie
Elle remonte sans doute aux débuts de l'Antiquité avec les procédés chimiques de momification notamment développés par les Égyptiens ou l'empire sankar alors que les Incas ou d'autres peuples du Pérou utilisaient la déshydratation naturelle. Ces peuples pensaient que préserver les corps permettrait aux âmes des morts de les retrouver ensuite. Les Égyptiens utilisaient en effet des techniques complexes pour préserver ces corps : ils extrayaient les viscères du défunt et les mettaient dans des vases dits canopes, ils conservaient le cœur dans le corps du défunt, ils laissaient ensuite le cadavre dans du natron sec durant quarante jours. Pour finir, ils enduisaient les chairs du défunt d'huiles pour les rendre plus souples et les parfumer, et ce n'est qu'après tous ces processus de conservation qu'ils enveloppaient le corps de bandelettes. Cette technique d'embaumement est aujourd'hui la plus connue dans le monde depuis les découvertes de la Vallée des Rois. Toutefois, pour ce qui est des peuples d'Amérique du Sud, la momification naturelle est souvent due aux conditions d'inhumation des défunts et aux pratiques funéraires particulières de certains peuples comme les Nazcas au Pérou.
Les corps les mieux préservés semblent dater de la dynastie Han en Chine à Mawangdui. On a cru que des sels de mercure et d'antimoine, qu'on pensait assez toxiques pour tuer tous les microbes, expliquaient un exceptionnel état de préservation. Mais les corps exhumés se sont vite dégradés. Ce sont plutôt les conditions de température et d'hygrométrie des tombes, et le fait que les cadavres aient été placés sous plusieurs couches de charbon de bois et d'argile qui étaient en cause. Ces momies sont aujourd'hui entreposées dans des chambres spéciales réfrigérées qui simulent les conditions d'origine dans lesquelles elles ont été découvertes pour éviter une nouvelle accélération de la putréfaction.
L'embaumement semble, en Europe, n'avoir été que rarement utilisé, par exemple pour le rapatriement des corps de croisés morts loin de chez eux. Des anatomistes de la Renaissance s'y sont essayés pour conserver leurs spécimens. L'embaumement « artériel » est censé avoir été découvert aux Pays-Bas au XVIIe siècle par Frederik Ruysch, mais sa recette de liqueur balsamique préservative est restée secrète jusqu'à sa mort, et ses méthodes n'ont pas été largement copiées.
L'inventeur français Jean-Nicolas Gannal dépose en 1837 un brevet pour son procédé d'embaumement. Son livre Histoire des embaumements, paru en 1838, est traduit en anglais en 1840 et devient le premier document publié aux États-Unis à propos de l'embaumement. Le docteur Holmes de New York, s'inspirant du procédé Gannal, est le père de la thanatopraxie en Amérique.
C'est à l'occasion de la guerre de Sécession qu'on a cherché à conserver les corps d'officiers morts loin de chez eux avant de les renvoyer à leur famille pour inhumation. Le Dr Thomas Holmes a été commissionné par le corps médical de l'armée pour embaumer les cadavres des officiers morts de l'Union. L'armée a également permis à des embaumeurs civils privés de « travailler » dans les zones sous contrôle militaire. Le corps d'Abraham Lincoln a été embaumé avant son enterrement. C'est ainsi que les États-Unis deviennent le pays où la thanatopraxie est le plus à l'honneur.
En 1867, un chimiste allemand, August Wilhelm von Hofmann, découvre le formaldéhyde. Ses propriétés biocides ont été vite reconnues et il est devenu une des bases de l'embaumement artériel moderne. À la charnière du XIXe et du XXe siècle, les embaumements artériels à base de formaldéhyde ont été poussés à la perfection par l'embaumeur italien Alfredo Salafia, qui mit au point une formule capable de conserver définitivement les cadavres, en mêlant notamment le formaldéhyde et le sulfate de zinc.
Au XIXe et au début du XXe siècle, l'arsenic a aussi été très utilisé avant d'être finalement supplanté par d'autres produits réputés moins dangereux pour les manipulateurs. On a aussi craint que des personnes soupçonnées d'assassiner par empoisonnement à l'arsenic puissent prétendre que les niveaux de poison trouvés dans le corps d'un défunt ne proviennent que de l'embaumement post-mortem plutôt que d'être une preuve d'homicide ou de suicide.
Ce n'est que bien plus tard qu'on s'est interrogé sur les capacités de cet arsenic (non biodégradable) à polluer le sol et les nappes dans et autour des cimetières.
En France, la thanatopraxie semble apparaître dans les années 1960, avant de lentement se banaliser. Pour environ quatre cents thanatopraxies réalisées en France en 1963, cent mille ont eu lieu en 2003 dans ce pays. Certains estiment que 30 % des cadavres pourraient dans le futur être « thanatopraxiés », avec des taux très variables selon les régions et les populations concernées.

## Thanatopraxie et croyances religieuses
- La religion islamique l'interdit. Elle est tolérée uniquement pour le rapatriement du cercueil vers certains pays.
- La religion chrétienne (catholiques, protestants) accepte la thanatopraxie. Celle-ci n'est pas admise chez les orthodoxes.
- La religion juive l'interdit ; contrairement à de fausses rumeurs, il n'y a aucune exigence de la part de l’État d’Israël pour le retour d'un cercueil en Israël, sauf si cela est imposé par le pays d'origine ou la compagnie aérienne.
- Le bouddhisme n'accepte pas les injections de formol.

## Dans le monde

### Dans le monde
Dans le monde, la thanatopraxie (au sens moderne du mot) est récente, et différemment répandue et acceptée selon les régions et les populations. Elle semble notamment se développer en Amérique du Nord et en Nouvelle-Zélande.

### En Europe
En Europe, selon l'AFIF, la thanatopraxie par injection d'un biocide formolé concernerait environ 3 % des défunts, mais la thanatopraxie reste interdite dans la majorité des pays européens.
C'est au Royaume-Uni et surtout en France que cette pratique se serait essentiellement et récemment développée. Elle est encore peu utilisée en Allemagne, Espagne, Irlande ; quasi inexistante sauf dans les capitales en Autriche, Grèce, Italie, Malte, Portugal, Suisse.
La thanatopraxie est interdite aux Pays-Bas, en Belgique, au Luxembourg et dans les pays scandinaves (hors traitement obligatoire de formolisation pour rapatrier un cercueil vers certains pays).
L'utilisation du froid, plus respectueuse de l'intégrité du corps défunt et de l'environnement, reste la technique la plus employée en Europe (pose de glace carbonique ou utilisation de lit ou de rampe réfrigérante).

### En France
En France, selon Florence Fresse s'exprimant au nom des 450 entreprises de la Fédération française des pompes funèbres, la thanatopraxie était en 2007 « le secteur porteur du monde funéraire », au point même d'être « victime d'un succès médiatique ».
Selon un rapport du Défenseur des droits de 2012, la thanatopraxie a connu en France un développement bien plus large qu'en Europe ; elle serait pratiquée sur 40 % à 50 % des défunts, soit 200 000 actes environ par an en France (seulement 15 % à Paris), 65 nouveaux thanatopracteurs sont formés annuellement. Au moins un tiers des thanatopraxies sont faites à domicile (où les garanties idéales d'hygiène et de sécurité ne peuvent être réunies). En 2022, le ministère de la Santé et de la Prévention communiquait qu’environ un décès sur quatre donnerait lieu à l’intervention d’un thanatopracteur en France.
Pour devenir thanatopracteur en France, il faut suivre une formation universitaire (DUT) de thanatopraxie puis obtenir diplôme national de thanatopracteur, reconnu par le ministère de la Santé. L’obtention de ce diplôme est conditionnée par la réussite d’une épreuve écrite de 6 heures et d’une épreuve pratique consistant à réaliser le soin de conservation du corps d’un défunt. Cette formation n’est dispensée que par les universités de Lyon et d’Angers. Il existe toutefois des écoles privées ou des instituts pouvant donner accès à ce diplôme, tels que l’Institut Français de la Thanatopraxie. Cette profession nouvelle regrouperait en 2012 « 1 500 à 2 000 diplômés (dont 800 praticiens réguliers) ».

## Le métier de thanatopracteur

### Rôles
Le rôle d'entrepreneur de pompes funèbres et celui d'embaumeur diffèrent. Le premier peut préparer ou non la personne décédée. L'embaumeur est quant à lui formé dans l'art et la science de l'embaumement et peut n'avoir aucun contact avec la famille ou les proches. Il arrive souvent qu'une même personne remplisse ces deux rôles.

### Études
Ce métier fait appel à de nombreuses notions d'anatomie, de médecine légale, toxicologie, histologie, anthropologie, hygiène et sécurité, rites religieux ainsi qu'au droit funéraire en vigueur, etc. Tout thanatopracteur devrait donc avoir étudié l'anatomie, la thanatologie et les théories de l'embaumement. Ces formations ont cependant des niveaux et des durées très variables selon les régions du monde. Parfois elles sont combinées à l'enseignement des métiers du traitement de la mort, avec une qualification formelle nécessitant le passage d'un examen pratique final. Dans certains cas, l'acceptation dans une société reconnue d'embaumeurs professionnels est nécessaire.
En France, le thanatopracteur est normalement issu d'une école spécialisée et a obtenu un diplôme national de thanatopraxie, puis une habilitation préfectorale lui permettant d'intervenir sur le cadavre, après constat de décès, signature du certificat de décès par un médecin, et après demande expresse de la famille et autorisation de réalisation de « soins ». Une autorisation municipale préalable est également obligatoire préalablement à tout travail de conservation sur le corps défunt.
En 2005, selon leurs représentants, il y aurait en France environ sept cents thanatopracteurs, effectuant ces soins pour environ 20 % des décès.
Il y a plusieurs écoles, qui n'ont pas uniformisé leurs programmes d’enseignement (hormis les cent cinquante heures de théorie et deux cents opérations sous l’égide d’un praticien diplômé, définies en Conseil d’État). Les fiches de sécurité, les études toxicologiques et épidémiologiques ne sont pas facilement disponibles, et ne le sont notamment pas pour les élèves et stagiaires en formation, ni pour la plupart des professionnels.

### Obligations juridiques
Elles varient selon les pays ; certains n'ont pas ou peu d'exigences particulières quant à savoir qui pratique l'embaumement. Parfois, l'embaumement n'est pas fait par un embaumeur formé, mais plutôt par un médecin, avec des coûts pouvant être relativement élevés. Ailleurs, un simple permis ou une licence sont requis.
Aux États-Unis, le titre d'embaumeur a un contenu variant selon l'État où le praticien a reçu sa licence (en Pennsylvanie, en Virginie, au Minnesota et dans le Maryland, un directeur de funérailles n'est pas autorisé à embaumer un cadavre, alors qu'un croque-mort le peut.).

### Statut
Dans les pays développés, le thanatopracteur est généralement un technicien indépendant ou salarié d'une entreprise spécialisée dans la thanatopraxie, aux pompes funèbres ou à la fourniture de fluide d'embaumement.
En France, la thanatopraxie est une activité artisanale réglementée. Le métier de thanatopracteur peut s’exercer sous le régime de la micro-entreprise avec le code APE 96.03Z (Services funéraires) sous condition d’avoir une habilitation funéraire.

### Compétences psychosociologiques
Le métier nécessite une acceptation de la mort et du cadavre humain, parfois difficile dans le cas des accidentés graves, enfants décédés.

### Mode opératoire
Les pratiques varient selon les pays et praticiens, mais en général, dans les pays dits développés, les étapes sont celles décrites ci-dessous :
- le défunt est positionné sur la table mortuaire en décubitus dorsal avec la tête surélevée ;
- les « réveils » sur table de préparation relèvent a priori de récits de fiction ou de légendes urbaines, mais la première étape de la tâche du thanatopracteur consiste à vérifier que le corps est bien mort (les tests de base des signes de la mort sont notamment l'absence de pouls, la froideur et rigidité cadavérique du corps (rigor mortis), la lividité du corps, les pupilles dilatées et ne réagissant plus à la lumière, ainsi qu'une cornée d'aspect terne ;
- le praticien vérifie ensuite l'identité de l'individu (étiquetage au poignet ou à la cheville) ;
- puis le thanatopracteur opère généralement seul, avec comme première étape le déshabillage du corps ; tous les vêtements du mort sont enlevés et mis de côté ainsi que tous éventuels effets personnels tels que bijoux, qui sont inventoriés. Pour des raisons de pudeur, une pièce de tissu dite modesty cloth chez les anglophones est parfois placée sur les organes génitaux ;
- le cadavre est lavé avec une ou plusieurs solutions désinfectantes. Au cours de cette toilette mortuaire, le praticien fléchit et masse les bras et les jambes pour diminuer la rigidité mortuaire ;
- les yeux sont traités avec des couvre-œils les maintenant fermés pour éviter une expression inappropriée. Les paupières sont éventuellement collées entre elles. La bouche peut être fermée par une suture (ligature), une colle ou un fil réunissant le maxillaire et la mandibule (via un injecteur à aiguilles, dispositif spécialisé plus couramment utilisé en Amérique du Nord et spécifique à la pratique des soins mortuaires). On cherche à donner l'impression d'un visage et d'un corps aussi détendus et naturels que possible, idéalement en s'aidant d'une photographie récente de la personne décédée. La position de la bouche, des yeux, le rasage, la coiffure, les fards complètent ce travail ;
- l'étape suivante consiste en l'injection de six à dix litres d'un premier produit biocide, généralement essentiellement à base de formol. Ce produit est injecté par une canule introduite dans une artère (carotide primitive, humérale ou fémorale) préalablement rendue accessible par une incision. Cette opération a pour but d'une part de stopper l'évolution bactérienne envahissante et d'autre part, de freiner la destruction cellulaire, conduisant à la thanatomorphose (décomposition). 
Selon l'état de décomposition et la durée de conservation recherchée, les fluides injectés seront plus ou moins concentrés en formaldéhyde (de 16 à 35 %). À faible dose, ces biocides préservent les tissus, à forte dose, ils les fixent en les durcissant. Des mélanges d'agents et additifs conservateurs et désinfectants, connus sous le nom de « fluide d'embaumement », sont maintenant utilisés ; ils contiennent en général 5 à 35 % de formaldéhydes, du glutaraldéhyde, du méthanol, de l'éthanol. Tous ces produits sont toxiques et pour certains très inflammables. 
Cette injection artérielle repousse le sang et certains liquides interstitiels qui sont - avec la solution artérielle en excès - récupérés vers le système veineux qui est généralement drainé par une incision à la veine jugulaire. Les liquides physiologiques sont hautement bactériens (ils seront par la suite obligatoirement incinérés avec preuve de traçabilité).
De nos jours, la solution d'embaumement est injectée au moyen d'une pompe centrifuge. À ce stade, l'embaumeur doit masser le corps pour briser ou décoller les caillots circulatoires et assurer une distribution homogène et complète des fluides d'embaumement. En cas de mauvaise circulation artérielle de la solution, des points d'injection supplémentaires (six points d'injection) sont pratiqués (communément à l'artère axillaire, l'artère brachiale ou fémorale, avec l'artère cubitale, radiale et tibiale si besoin). Les veines correspondantes sont également sollicitées à des fins de drainage ;
- un drainage des gaz qui ont pu s'accumuler dans le corps ;
- une seconde étape de conservation est l'embaumement des organes cavitaires. Des produits chimiques biocides et fixateurs concentrés sont injectés dans les différentes cavités du corps, après élimination des liquides internes qu'elles contiennent. Ceci se fait au moyen d'un trocart. L'embaumeur peut généralement se contenter d'une discrète incision au-dessus du nombril (qui lui permet de pousser le trocart jusque dans la poitrine (atrium droit du cœur), l'estomac et les autres cavités en perforant les organes creux et en aspirant leur contenu. L'incision est ensuite fermée (suturée ou munie d'un bouchon « trocart » vissé en position fermée) ;
- une troisième étape consiste parfois en injection complémentaire hypodermique de produits chimiques stabilisant les parties sous-cutanées ;
- si nécessaire (sur un corps blessé, brûlé…), un embaumement de surface complète le processus ;
- enfin, le thanatopracteur suture et nettoie les incisions, procède au méchage des orifices naturels et effectue une dernière toilette et un séchage du corps ;
- la toute dernière étape est le nettoyage et rangement des instruments, avant le rhabillage du défunt, suivi par un dernier maquillage au moyen de cosmétiques adaptés (fond de teint, fards, poudre)… avant la présentation en salon funéraire ou au domicile, ou une mise en bière pour transport par train, bateau ou avion. Une perruque est parfois utilisée. Des poudres parfumées sont appliquées sur le corps pour éliminer les odeurs. Pour les bébés et jeunes enfants morts, l'embaumeur peut utiliser des cosmétiques particulier, dont un produit empêchant la déshydratation des lèvres (car la bouche de l'enfant est souvent laissée entrouverte pour une expression plus naturelle). Le responsable du service funéraire peut aussi utiliser des cosmétiques opaques ou jouer avec la lumière (lumière douce et « couleur » chaude) pour rendre moins visibles d'éventuelles contusions, coupures, brûlures ou zones décolorées.

Le processus normal d'embaumement nécessite une heure quinze à une heure et demie de travail.
Il est plus long quand il faut effacer les traces d'une autopsie ou d'un don d'organe(s) ou quand les proches demandent au praticien de compenser des organes disparus dans un accident ou à la suite d'une maladie, ou de faire un masque mortuaire du défunt.
Le matériel de thanatopraxie de l'inventeur français de cette discipline, Jean-Nicolas Gannal, a été proposé en vente publique à l'Hôtel Drouot à Paris le 23 octobre 2007.
En France, la pratique de la thanatopraxie est mentionnée au 3° de l'article L. 2223-19 du Code général des collectivités territoriales (CGCT). Une définition légale est proposée à l'article L. 2223-19-1 du même Code, selon lequel ces soins de conservation « ont pour finalité de retarder la thanatomorphose et la dégradation du corps, par drainage des liquides et des gaz qu'il contient et par injection d'un produit biocide ». Pour assurer la traçabilité des opérations, et notamment des produits employés, l'article R. 2213-4 du CGCT dispose qu'un « flacon scellé, qui renferme au moins cinquante millilitres du liquide utilisé et porte toutes indications permettant son identification, est fixé sur le corps de la personne qui a subi les soins de conservation, de préférence à la cheville ».

### Cas particuliers
Certains cas particuliers relèvent de spécialistes plus qualifiés :
- c'est le cas de corps en décomposition avancée, ou affectés par des traumatismes graves (brûlures, organes écrasés, ou corps congelés ou décongelés, noyés, etc.). 
La restauration des corps et des éléments endommagés par accident, suicide ou maladie est communément appelé « art de restauration » (ce qui inclut la « déchirurgicalisation » ou demisurgery pour les anglophones) ;
- les cadavres à transporter sur de longues distances en zone chaude ou sur des routes difficiles nécessitent aussi un traitement spécial ;
- la thanatopraxie post-autopsie diffère de l'embaumement standard car l'examen post-mortem a irrévocablement perturbé le système circulatoire, en raison notamment de la suppression des organes et des viscères. Dans ces cas, six points d'injection sont nécessaires ; dans les morgues des États-Unis et de France, les vaisseaux nécessaires à la thanatopraxie sont soigneusement épargnés lors de l'autopsie ; dans les pays où l'embaumement est rare (Australie, Japon…), ils ne le sont pas. 
Les viscères et cavités sont traités séparément avec un fluide de cavité et une poudre d'embaumement spéciale ;
- la conservation à long terme nécessite des techniques différentes, telles que l'utilisation de biocides chimiques plus puissants en termes de conservation, et des sites d'injection multiples pour assurer la saturation complète des tissus du corps.

### Expositions professionnelles

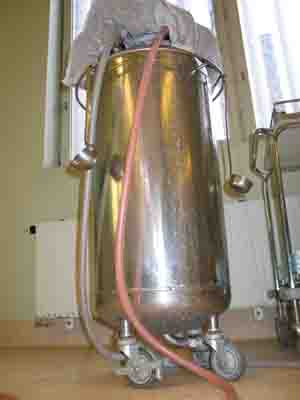
Les fluides corporels, chargés de microbes doivent être soigneusement collectés, tracés et éliminés conformément à la réglementation sur les déchets à risque. Ils peuvent contenir des restes de médicaments, des produits radioactifs issus de traitements médicaux et des biocides issus de la thanatopraxie elle-même.

Le métier de thanatopracteur expose à de nombreux risques :
- risques chimiques
Les produits biocides utilisés, comme le méthanol ou le formaldéhyde sont des agents chimiques dangereux, et leur toxicité est certaine. L'utilisation du formaldéhyde, en particulier, expose à un risque cancérogène reconnu[19]. La volatilité de ces produits rend la présence de ventilations indispensable dans les locaux où ils sont utilisés. Dans une pièce fermée sans ventilation, la situation est jugée inacceptable, du point de vue du risque toxicologique, dès la seconde injection. Dans les salles de préparation le risque est moindre, mais il faut prévoir des aspirations au plus près des points d'émission des polluants, ce qui n'est pas toujours le cas. On peut enfin se demander s'il y a des impacts écotoxicologiques à l'envoi dans l'atmosphère de l'air aspiré ;
- risques biologiques
Le thanatopracteur est en contact direct avec des corps qui peuvent être ceux de personnes atteintes de maladies infectieuses. Les fluides biologiques ou excrétats peuvent ainsi contenir des agents infectieux, avec un risque élevé car de nombreux patients ont pu recevoir de longs traitements médicaux, ou ont pu être hospitalisés dans des services à risque nosocomial avant leur mort. Parmi ces agents infectieux, on peut citer le VIH (Sida), le virus de l'hépatite C (la vaccination des thanatopracteurs contre l'hépatite B est obligatoire) voire les prions, de même que le bacille de Koch de la Tuberculose (qui aurait infecté 15 % des thanatopracteurs en Amérique du Nord) ou le virus grippal, en particulier dans un contexte pré-pandémique possible de grippe aviaire ;
- risques d'accidents par utilisation d'instruments piquants ou tranchants (pouvant être source d'infections) ;
- risques de troubles musculo-squelettiques par suite de la manutention des corps, entre autres ;
- risques sociopsychologiques, liés au contact avec la mort et avec des corps parfois fortement endommagés, ainsi qu'à une relative solitude et au contact avec la souffrance des proches du défunt.

Il est plus facile de maîtriser certains de ces risques dans une salle de préparation, mais ces opérations doivent souvent se faire chez l'habitant, dans un cas sur deux estiment les dernières études en France. En moyenne un soin sur deux serait effectué sans équipement doté d'aspiration contrôlée et/ou permettant la protection du praticien.
Il existe des fiches de prévention contre certains risques, dont celui de l'exposition au formaldéhyde.
La thanatopraxie serait en France pratiquée[réf. souhaitée] à :
- 39 % dans les chambres funéraires ;
- 24 % dans les chambres mortuaires ;
- 23 % au domicile ;
- 7 % dans les cliniques ;
- 5 % dans les maisons de retraite ;
- 2 % dans d'autres lieux.

Les thanatopracteurs indépendants ne sont par ailleurs pas soumis aux visites médicales, ni ne font l’objet d’un suivi épidémiologique ou de la médecine du travail [réf. souhaitée] . Ce qui concerne la mort et le traitement des cadavres est encore très tabou, mais quelques indices laissent penser que la fréquence de cancers et certaines allergies ou pathologies sont anormalement élevées chez les opérateurs qui manipulent ces produits, et une étude de risque de 2004, basée sur une extrapolation à partir des données disponibles a montré que la thanatopraxie expose environ dans un cas sur deux l’opérateur à des taux de vapeurs toxiques jusqu’à deux fois supérieurs aux seuils acceptables.

## Thanatopraxie, environnement et sécurité sanitaire
Le soin de conservation est proposé comme une solution sanitaire et esthétique, ralentissant la décomposition du corps, et permettant aux familles de se réunir dans les meilleures conditions d'hygiène jusqu'aux obsèques. Les soins de conservation sont notamment nécessaires et légalement obligatoires lors des transports après mise en bière de plus de deux heures, ainsi que pour les transports à l'international.
Le soin de conservation est parfois choisi pour garantir le maintien du corps du défunt ayant subi une lourde médicamentation en fin de vie, comme la chimiothérapie.
Néanmoins, les soins de conservation, s'ils sont administrés avec un fluide contenant du formaldéhyde, peuvent créer des risques toxiques importants. Lors d'une inhumation en pleine terre, les produits contenus dans les fluides, dangereux et toxiques, vont infiltrer les sols, tout comme ils infiltrent l'air que nous respirons lorsque le choix des obsèques se porte sur une crémation. Il existe aujourd'hui des fluides ne contenant pas de formaldéhyde, en cours d'homologation en France. Testé par un comité d'experts de l'Agence nationale de sécurité sanitaire de l'alimentation de l'environnement et du travail, cette alternative au formaldéhyde est jugé moins dangereuse et toxique que ce dernier. Aucun doute que son utilisation se répandra plus largement dans la profession au cours des années à venir.[réf. nécessaire]

### Les déchets de soins
Ce sont des liquides ou des solides, non inertes et dangereux, dits Déchets d’Activité de Soins à Risque Infectieux ou DASRI. Ils doivent être manipulés, étiquetés et transportés comme tels.
Ils sont soumis à réglementation européenne traduite dans le droit des États membres, ce qui implique leur élimination par une filière agréée, définie en France par un décret du Conseil d’État.
Remarque : Les fluides corporels gélifiés présenteraient moins de risques en cas d'accident.
Ces fluides sont congelés puis brûlés par un organisme spécialisé.

### Cas d'interdiction pour raisons sanitaires (sous réserve de modifications)
(mars 2011).
Améliorez-le ou discutez des points à vérifier. 
Des législations, différentes selon les pays peuvent interdire ou limiter la conservation par injection d'un produit formolé.
En France, la loi interdit la thanatopraxie pour les décès avec obstacle médico-légal, les accidents du travail ou résultant d'une maladie professionnelle, et en cas de certaines affections définies par l'Arrêté du 12 juillet 2017 selon les articles 1er, 2 et 3 : 
- Maladie du charbon ;
- Choléra ;
- Fièvres hémorragiques virales graves et contagieuses ;
- Maladie de Creutzfeldt-Jakob ;
- Peste ;
- Rage ;
- Variole et autres orthopoxviroses ;
- Toute maladie émergente infectieuse transmissible (syndrome respiratoire aigu sévère…) après avis du Haut Conseil de la santé publique. Les avis du Haut Conseil de la santé publique sont disponibles sur le site du haut conseil http://www.hcsp.fr.

L’Arrêté du 12 juillet 2017 a retiré l’infection par le VIH et les hépatites virales de la liste des infections transmissibles prescrivant ou portant interdiction de certaines opérations funéraires, mettant fin à de nombreuses années de discrimination subies par les personnes vivant avec le VIH ou une hépatite virale, pendant lesquelles l’accès aux soins de conservation des corps après le décès leur était interdit.
L'arrêté de juillet 2017 fixe la liste des maladies contagieuses portant interdiction de certaines opérations funéraires. Il concerne le transport, la mise en bière et la fermeture du cercueil pour les corps des personnes décédées de certaines maladies contagieuses énumérées à l’article 1er , 2 et 3.
Suivant l’article 1er, les corps des personnes décédés des infections transmissibles citées (Orthopoxviroses, choléra, peste, charbon et fièvre hémorragiques virales graves et contagieuses) doivent être déposés en cercueil hermétique équipé d’un système d’épurateur de gaz, immédiatement après le décès en cas de décès à domicile et avant la sortie de l’établissement en cas de décès dans un établissement de santé. Il est procédé sans délai à la fermeture définitive du cercueil ».
Des principes de précautions universelles, conçus à la fin des années 1980 sous l’impulsion de l’Organisation mondiale de la santé et adoptés depuis par l’ensemble du personnel de santé, requièrent un équipement de protection individuelle pour les professionnels, des mesures d’élimination des risques sur le lieu de travail et des pratiques susceptibles de réduire les risques d’exposition. Elles révèlent d’autant plus nécessaires que les cadavres sont porteurs d’une flore microbienne composée d’espèces bactériennes potentiellement pathogènes et susceptible de proliférer en période post-mortem. Tout corps traité doit donc être considéré comme une source de transmission possible. C'est pourquoi les opérations funéraires sont soumis à une réglementation particulière notamment sur le suivi médical du personnel et sur les pratiques à suivre dans les salles de pratique des soins.
Les personnels de pompes funèbres et des entreprises de transport de corps avant mise en bière, sont astreints à une surveillance médicale renforcée pour prévenir les risques résultant d’une exposition à des agents biologiques pathogènes. Ils doivent être vaccinés contre l’hépatite B, la diphtérie, le tétanos et la poliomyélite.

## Alternatives à la thanatopraxie
Des pratiques anciennes, éprouvées et moins onéreuses peuvent être utilisées pour la conservation du corps, sans régler les dangers sanitaires, mais avec un impact écologique moindre : la réfrigération ou congélation (outre la promession). Cependant, ces techniques ne garantissent pas la visibilité du défunt par les familles. Les chocs thermiques provoqués par les changements de température sont en effet très néfastes pour la conservation du corps. Cela entraîne également un risque que les proches ne puissent se recueillir auprès du défunt, et éprouvent des difficultés à vivre leur processus de deuil sereinement.
1. Les cases réfrigérées (température négative possible)
2. La mise en place de glace carbonique qui congèle le corps.
3. Un lit ou d'une rampe réfrigérante peuvent être mis à disposition.

Plus récente, l' Aquamation (ou hydrolyse alcaline) s'avère une technique efficace, non pas pour conserver les corps, mais pour combattre la dissémination des maladies générées par les cadavres, et avec un très faible impact écologique. L'équipement nécessaire n'est cependant que rarement disponible - sauf lié aux activités d'abattoirs industriels d'animaux.
Une toilette funéraire, effectuée par un thanatopracteur ou un infirmier, n'offre pas les garanties d'un soin de conservation, mais vise néanmoins une asepsie complète du corps suivie d'une éventuelle restauration tégumentaire faciale (ligature des maxillaires), puis d'un habillage. La toilette sera dite mortuaire lorsqu'elle sera réalisée par un agent hospitalier. Celle-ci consiste alors en un seul lavage du corps suivi de l'habillage du défunt.
Enfin, elle est dite religieuse lorsqu'elle est effectuée par un religieux de la communauté musulmane ou israélite.
Les toilettes mortuaires et religieuses n'étant pas des actes de thanatopraxie, elles ne réunissent pas en France les garanties sanitaires minimales requises pour les endeuillés présents autour d'un défunt.
L'incorruptibilité ou absence de thanatomorphose est rare mais il semble que le corps s'embaume lui-même. Le prêtre catholique Herbert Thurston fait, à la fin du XIXe siècle, la première étude des cas d'incorruptibilité physique après la mort. Ce jésuite avance le chiffre de 42 saints incorrompus, morts entre les années 1400 et 1900. Ces corps parfaitement intacts de nombreuses années après le décès n'ont fait l'objet d'aucuns soins. Après la découverte d'une incorruptibilité le corps est ensuite souvent placé dans une chasse de verre.

## Thanatopraxie définitive

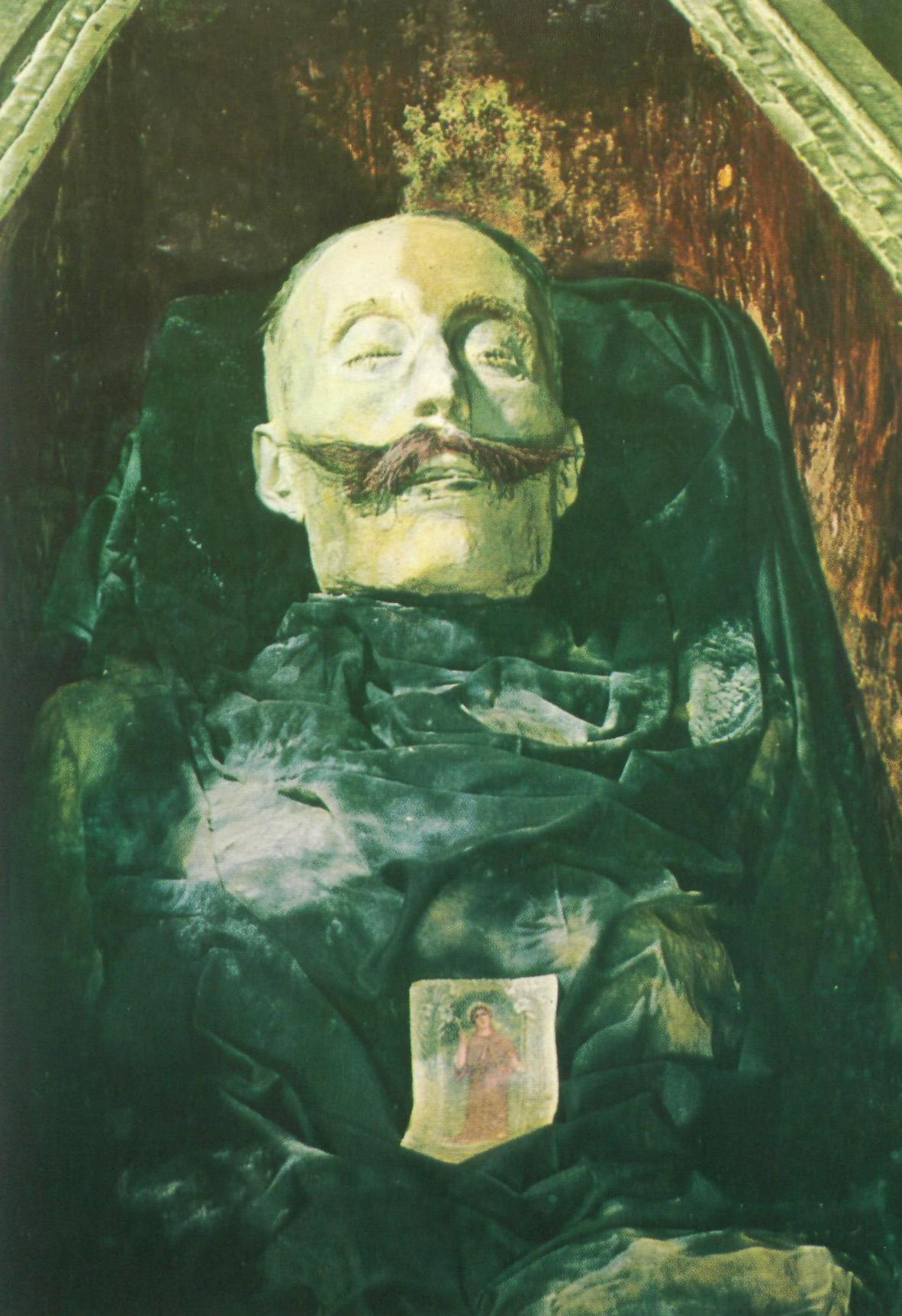
Le corps du vice-consul italien Giovanni Paterniti, mort en 1911 et conservé par Alfredo Salafia grâce à un embaumement par injection, repose dans un cercueil de verre garni de plomb qui a contribué à son excellent état de conservation.

Les méthodes d'embaumement par injection utilisées lors des opérations de thanatopraxie peuvent également servir à pratiquer des embaumements définitifs, capables d'assurer la conservation d'un corps pendant plusieurs siècles. Le procédé utilisé pour injecter les fluides préservateurs et nettoyer les cavités et les organes internes est le même que celui employé lors des soins qui ne visent qu'à conserver un corps quelques jours ou quelques semaines. Cependant, les produits biocides diffèrent. Dans le cas d'un embaumement définitif, le thanatopracteur n'injecte pas dans le cadavre une solution diluée, mais une composition faite de formol presque pur, auquel il ajoute d'autres produits désinfectants très puissants comme de l'acide salicylique, de l'alcool à 90° et du sulfate de zinc. Ces substances ont pour effet de détruire radicalement toute la flore microbienne présente dans l'organisme, et de rendre impossible toute putréfaction provenant de l'intérieur du corps. L'association du formol et du sulfate de zinc donne en particulier d'excellents résultats, parce qu'elle entraîne une pétrification des muscles qui favorise ensuite la dessiccation du cadavre. Une fois cette dessiccation réalisée, l'histolyse n'est plus possible, ce qui interdit tout développement des bactéries anaérobies à l'origine de la décomposition.
Comme un embaumement provisoire, une thanatopraxie définitive s'accompagne de soins pour rendre au défunt une apparence aussi attrayante que possible. Les effets de la déshydratation postérieure à l'embaumement (visage émacié, membres amaigris, etc.) peuvent être compensés par l'injection de glycérine dans le système circulatoire. Cette substance permet au corps de conserver une apparence proche de celle d'un individu vivant, en évitant un amincissement excessif des muscles. Des injections localisées de paraffine, notamment au niveau du visage, contribuent aussi à conférer au mort une allure comparable à celle d'une personne endormie.
La dernière étape d'un embaumement définitif est le dépôt du corps conservé dans un réceptacle susceptible d'assurer sa conservation définitive. Un cercueil doublé de plomb à l'intérieur constitue une excellente protection, ce métal ayant notamment pour propriété de ralentir la thanatomorphose. Naturellement, ce cercueil doit être hermétiquement fermé pour ne pas laisser passer d'humidité, cette dernière pouvant dégrader lentement le cadavre en favorisant le développement des moisissures.
La thanatopraxie définitive est autorisée aux États-Unis. En revanche, elle est interdite en France, car elle va à l'encontre des principes de la loi française qui visent à favoriser autant que possible la disparition des corps après la mort. Toutefois, l'administration française peut accepter une telle forme d'embaumement, dans le cas de personnes destinées à être inhumées dans des pays où cette pratique est autorisée.

## Conclusion
Peu de données sont disponibles sur la pratique de la thanatopraxie dans le monde, ainsi que sur les risques y afférents, comme le cataplasme[pas clair].
Les thanatopracteurs semblent sous-estimer la gravité des dangers auxquels ils sont exposés et le décret qui cadre l'examen de thanatopraxie ne définit pas le niveau d'hygiène et de sécurité relatif aux soins de conservation. Les écoles qui forment à ces métiers intègrent ces aspects dans leurs formations, mais sans code de bonne pratique, et sans socle commun minimal.
Tout cadavre devrait être considéré comme à « risque infectieux », par précaution, même si le certificat de décès ne mentionne pas de maladie.
Il est recommandé aux praticiens et aux familles et proches de respecter des précautions minimales (en particulier l'aération de la pièce dans laquelle sont faits les soins et où reposera le défunt).
Les études de risques concluent qu'il serait préférable d'interdire la pratique de ces soins au domicile (la concentration en formaldéhyde, reconnu comme cancérigène, peut y être deux fois supérieure à la valeur limite) ou hors des salles de préparation spécialement conçues. Le protocole et les salles de préparation peuvent être améliorés.
En France, en 2012, le Défenseur des droits dans un rapport sur la législation funéraire a recommandé aux pouvoirs publics d'« intervenir pour encadrer cette activité » (thanatopraxie), afin notamment de mieux informer des familles pour qu'elles puissent prendre une décision éclairée quant aux choix des soins post-mortem (de plus en plus proposés par les conventions d’obsèques). Le défenseur des droits recommande également de mieux informer les professionnels de santé (médecins généralistes, urgentistes, ou médecins de garde chargés de rédiger les certificats médicaux, du personnel para-médicaux…).
Cette information devrait porter tant sur « les soins de présentation et d'esthétiques mortuaires de restauration (qui sont autorisés pour tous les défunts sans restriction) » que pour « les soins de conservation (thanatopraxie). Il a été constaté lors des auditions un manque d’information et de communication envers les familles et une confusion fréquente chez les maires et les médecins, entre soins de présentation et soins de conservation. Cette confusion les a amenés, parfois à tort, à refuser les soins de présentation (toilette et soins esthétiques de restauration). Des soins de thanatopraxie (coûteux) ont parfois été imposés à l’entourage du défunt, alors que de simples soins de présentation étaient suffisants », alors que « rien n’oblige à réaliser des soins de conservation (ce qui était auparavant le cas) sur un défunt, compte tenu des délais de transport de corps avant mise en bière, passés par décret du 28 janvier 2011, de 24H à 48 H, après le décès. Aucune disposition législative ou règlementaire n’impose d’avoir recours à des soins de conservation ». (« les techniques de conservations et de réfrigération des corps des défunts ont évolué et ne justifient plus nécessairement des soins de conservation aussi invasifs que la thanatopraxie »). Il a également recommandé de « limiter les lieux dédiés à la pratique des actes de thanatopraxie aux chambres funéraires et aux chambres mortuaires ». Le Défenseur des droits demande aussi que soient mieux encadrées et formées les pratiques professionnelles des thanatopracteurs pour mieux les protéger, ainsi que l’entourage du défunt et de la population

## Télévision
La série télévisée Six Feet Under relate la vie de personnages liés à l'entreprise funéraire Fisher & Sons, dont ses deux thanatopracteurs. Chaque épisode se base sur la mort d'un inconnu, dont on suit parfois les soins ou les rites funéraires.